# 李敏 (闽国)
李敏（？—941年），闽国官员，闽惠宗、闽景宗时尚书左仆射、门下侍郎、同平章事。
李敏开始是后唐的闽王王延钧的僚属。长兴四年（933年），王延钧即皇帝位，国号大闽，改元龙启，更名王鏻。任命李敏为左仆射、门下侍郎、同平章事，作为他的宰相。李敏历事惠宗王鏻、康宗王昶、景宗王曦三个皇帝。永隆三年（941年）十月，大闽皇王曦称帝，李敏去世。